# Sládečkův dub
Sládečkův dub je památný strom dub letní (Quercus robur) asi 800 metrů západně od vesnice Pokutice, místní části města Kadaň v okrese Chomutov v Ústeckém kraji. Roste v Doupovských horách v nadmořské výšce 335 m necelých 300 metrů od pravého břehu Ohře, resp. vodní nádrže Kadaň.

## Základní údaje
Obvod kmene měří 314 cm, koruna stromu dosahuje do výšky 20 metrů (měření 2011). V roce 2011 bylo stáří stromu odhadováno na 250 let.
Dub je chráněn od roku 2011 jako krajinná dominanta a strom s významným vzrůstem.

## Stromy v okolí
- Zásadská lípa
- Meziříčská lípa